# Battlefield Heroes
Battlefield Heroes was een third-person shooter in cartoon-stijl voor pc. Het spel werd oorspronkelijk ontwikkeld door DICE en Easy Studios nam de ontwikkeling later over. Het computerspel kwam uit in 2009 en is een nieuw leven in geblazen in 2017 bij diverse Revive projecten.
Battlefield Heroes kon gratis worden gespeeld. Inkomsten werden gegenereerd door advertenties in het spel en doordat spelers tegen betaling het uiterlijk van hun spelpersonage konden aanpassen. Vanaf 2009 konden spelers ook wapens kopen.
Op 15 april 2015 werd door de ontwikkelaars aangekondigd dat het spel op 14 juli van datzelfde jaar zou stoppen. Op 14 juli 2015 stopte de website er om 17:00 mee, de gameservers volgden om 17:20.

## Terugbrengen van Battlefield Heroes
In augustus 2017 werd Battlefield Heroes opnieuw in het leven geroepen onder de naam Revive Heroes. Een groep codekrakers lukte het om een oude versie van het spel terug te brengen en hun eigen servers te hosten, waardoor het spelen van het spel weer mogelijk was.
Op 26 oktober 2017 werd Revive Heroes gesloten om te voorkomen dat Revive Network in problemen zou raken met Electronic Arts. Echter zijn andere groepen wel verdergegaan met het terugbrengen van het spel.
De meest succesvolle groep die het spel teruggebracht heeft, is Rising Hub. Ze bestaan sinds 31 oktober 2017. De groep heeft enkele codes van de game hier en daar aangepast en brengen ook eigen speelkaarten uit. Er zijn geen problemen geweest met Electronic Arts omdat ze duidelijk communiceren dat ze niet afhankelijk zijn van Electronic Arts.

## Engine
De engine is een gemodificeerde Refractor 2 Battlefield Engine. Dus niet de Frostbite, maar een op Battlefield 1942-technologie gebaseerde Engine. Deze engine draait alleen onder DirectX 9. Deze Refractor 2 Engine is in staat om met 128 spelers online te spelen, alleen is voor Heroes gekozen voor een 16-spelergame. Dit om de gameclient- en gameserver-specs zo laag mogelijk te houden. Tevens zijn er grafisch behoorlijk wat concessies gedaan om de gamespecs zo laag mogelijk te houden.

## Systeemeisen
- Besturingssysteem: Windows XP, Windows Vista, Windows 7, Windows 8, windows 10, windows 11
- CPU: Intel Pentium 4/AMD Athlon 1.0 GHz
- RAM: 512 MB (1 GB aanbevolen)
- Videokaart: 64 MB DirectX videokaart, Pixel shader 2.0 en erboven (alleen AGP and PCIe)
- Geluidskaart: DirectX 9.0
- Harde schijf: 1 GB
- Internetverbinding: 256 kbit kabel/DSL-verbinding